# Zakład Komunikacji Miejskiej w Iławie
Zakład Komunikacji Miejskiej w Iławie – przedsiębiorstwo działające w Iławie, utworzone 1 lipca 1982 jako Terenowe Przedsiębiorstwo Gospodarki Komunalnej i Mieszkaniowej w Iławie. Dnia 1 czerwca 1993, po likwidacji Terenowego Przedsiębiorstwa Gospodarki Komunalnej i Mieszkaniowej w Iławie, utworzono Zakład Komunikacji Miejskiej, który był zakładem budżetowym Urzędu Miasta w Iławie i skupiał się głównie na działalności przewozowej. Następnie zakład budżetowy 1 stycznia 2000 został przekształcony w spółkę z ograniczoną odpowiedzialnością o nazwie Zakład Komunikacji Miejskiej, której właścicielem jest Gmina Miejska Iława. W 2021 roku podjęto decyzję o poszerzeniu komunalnych zadań spółki, zainwestowano w sprzęt wielofunkcyjny do prowadzenia drobnych prac porządkowych, utrzymaniowych, a także do samodzielnego przeprowadzania akcji zima, Zakład Komunikacji Miejskiej przejął też sprawowanie opieki nad schroniskiem dla bezdomnych zwierząt w Iławie. Obecnie Zakład Komunikacji Miejskiej w Iławie oprócz szerokiego wachlarzu obowiązków z zakresu usług komunalnych świadczy usługi operatorskie transportu zbiorowego na terenie miasta Iławy i częściowo na przylegającym terenie Gminy Wiejskiej Iława którego organizatorem jest Urząd Miasta Iławy.

## Tabor
| Pojazd                                 | Eksploatacja od | Liczba | Numer pojazdu |
| -------------------------------------- | --------------- | ------ | ------------- |
| Solaris Urbino 12 Hybrid               | 2020            | 2      | 001-002       |
| Solaris Urbino 10,5                    | 2020            | 7      | 003-009       |
| Autosan Sancity 10LF                   | 2018            | 1      | 010           |
| Solbus Solcity 11M (wersja 9 metrowa)  | 2012            | 1      | 012           |
| Solbus Solcity 11M (wersja 11 metrowa) | 2007            | 1      | 013           |
| Yutong E8                              | 2022            | 2      | 011, 014      |
| Zonson CityJoy 12                      | 2024            | 2      | 015-016       |

| Pojazd         | Liczba | Eksploatacja od | Całkowite wycofanie z ruchu | Historyczne numery pojazdów     |
| -------------- | ------ | --------------- | --------------------------- | ------------------------------- |
| FSD Nysa M522  | 1      | 1977            | 2017                        | ?                               |
| Autoosan H9-35 | 4      | 1985            | 2016                        | 012-015                         |
| Jelcz 120M     | 2      | 1996            | 2020                        | 009-010                         |
| Neoplan N4409  | 1      | 2014            | 2020                        | 005                             |
| Solbus B9,5    | 9      | 2005            | 2022                        | 001, 003, 006, 008-009, 011-014 |
| Jelcz PR110M   | 8      | 1985            | 2018                        | 001-008                         |

| Pojazd          | Liczba | Eksploatacja od | Zastosowanie          |
| --------------- | ------ | --------------- | --------------------- |
| Jelcz 315       | 1      | 1985            | Pługosolarka          |
| Jelcz 325       | 2      | 1985            | Pługosolarka          |
| Peugeot Partner | 1      | 2000            | Pojazd techniczny     |
| Ursus C360      | 1      | ?               | Pojazd wielofunkcyjny |
| Deutz-Fahr 3050 | 5      | 2021            | Pojazd wielofunkcyjny |